# ЁП
«ЁП» — неномерной студийный альбом белорусского музыкального проекта ЛСП, выпущенный 8 января 2014 года. Является компиляцией песен, выходивших с 2012 по 2014 годы.

## Предпосылки и продвижение
24 мая 2012 года состоялся релиз сингла «Номера», с которого и началось постоянное сотрудничество ЛСП с продюсером Романом Николаевичем Сащеко, более известным под сценическим именем Рома Англичанин.
Видеоклип на песню ЛСП «Зачем мне этот мир», как и сам сингл, вышел 26 сентября 2012 года.
6 марта 2013 года ЛСП выпускает песню «Больше денег». 17 апреля 2013 года вышел сингл «лилвэйн», посвящённый российской хип-хоп-культуре. 13 мая 2013 года состоялся как релиз видеоклипа на песню «Коктейль», так и самой песни. Все три песни попали в сводные чарты лучших русскоязычных песен за месяц rap.ru, а «Коктейль» впоследствии заняла место в рейтинге лучших песен за год. Также «Коктейль» попала в топ-20 русскоязычных песен по версии канала A-One.
28 июля 2013 года Олег выпускает кавер-версию песни «Дурак и молния» российской группы «Король и Шут». Ранее, 7 марта 2013 года, было выпущено видео, где ЛСП так же исполняет кавер на песню «Truth Gonna Hurt You» американского рэпера Фьючера. 25 октября 2013 года выходит песня «Сити», 20 декабря — «Потерян и не найден», а 25 декабря — «Пикачу». 7 января ЛСП публикует совместную с Галатом песню «Живая петля».

## Релиз
Релиз альбома состоялся 8 января 2014 года. Приглашённый исполнитель всего один — это петербургский рэпер Galat. В изначальной версии альбома, выложенной в SoundCloud, имелось 2 бонус-трека — это трибьют лидеру группы «Король и Шут» Михаилу Горшенёву и кавер-версия песни «Truth Gonna Hurt You» рэпера Future.
20 августа вышел видеоклип на песню «Винегрет», а 26 сентября — на «Потерян и не найден».

## Реакция критиков
То, что ЛСП сочинял два с половиной года назад, когда вышла его первая EP «Видеть цветные сны», хотелось называть «хипстер-хопом»: так в западных музыкальных СМИ обозначают рэп, который, сохраняя формальные признаки жанра, заимствует наработки разных других стилей, от инди-попа до всяческой модной электроники. С «ЁП» вроде похожая ситуация: тут и инди-рок, и удивительный электронный кавер на «Короля и Шута», и что только не — но все равно все совсем иначе. ЛСП теперь звучит, как Макс Корж: почти в каждом треке вылезает бростеповое «воб-воб-воб», и даже то, что без дропа, кажется как минимум спродюсированным Скриллексом.Александр Горбачёв, «Афиша»

## Список композиций
| №                   | Название                      | Автор(ы)            | Продюсер(ы)         | Длительность  |
| ------------------- | ----------------------------- | ------------------- | ------------------- | ------------- |
| 1.                  | «Канат»                       | Олег Савченко       | Рома Англичанин     | 3:29          |
| 2.                  | «Коктейль»                    | Савченко            | Рома Англичанин     | 3:02          |
| 3.                  | «Больше денег»                | Савченко            | Рома Англичанин     | 2:39          |
| 4.                  | «Номера»                      | Савченко            | Рома Англичанин     | 3:58          |
| 5.                  | «Сити»                        | Савченко            | Рома Англичанин     | 3:39          |
| 6.                  | «Потерян и не найден»         | Савченко            | Рома Англичанин ЛСП | 3:03          |
| 7.                  | «Пикачу»                      | Савченко            | ЛСП                 | 3:38          |
| 8.                  | «Живая петля» (при уч. Galat) | Савченко Галат      | Рома Англичанин ЛСП | 4:09          |
| 9.                  | «Зачем мне этот мир»          |                     | Рома Англичанин     | 3:17          |
| 10.                 | «Лилвэйн»                     | Савченко            | Рома Англичанин     | 3:47          |
| Общая длительность: | Общая длительность:           | Общая длительность: | Общая длительность: | 34:46 (30:48) |

| №                   | Название                                   | Автор(ы)            | Продюсер(ы)         | Длительность  |
| ------------------- | ------------------------------------------ | ------------------- | ------------------- | ------------- |
| 11.                 | «Дурак и молния» (Михаил Горшенёв tribute) | «Король и Шут»      | ЛСП                 | 2:28          |
| 12.                 | «Truth Gon’ Hurt You» (Future cover)       | Future              | Рома Англичанин     | 3:31          |
| Общая длительность: | Общая длительность:                        | Общая длительность: | Общая длительность: | 40:45 (36:47) |

## Участники записи
| Текст / вокал: - Олег «ЛСП» Савченко — 1–8, 10 - Владимир «Galat» Галат — 8 Музыка: - Роман «Англичанин» Сащеко — 1–6, 8–10, 12 - Олег «ЛСП» Савченко — 6–8, 11 | Гитара: - Егор Поддубный — 2 - Владимир Селедцов — 4 - Евгений Сысоев — 6 Семплы: - «4аян Фамали» «Потерян и не найден» — 6 - Deech «Beach’N’Vine» — 7 Сведение / мастеринг: Олег «ЛСП» Савченко, Роман «Англичанин» Сащеко |